# Upplands runinskrifter ATA2336/69
Upplands runinskrifter ATA2336/69 är ett runstensfragment i Boo socken, Nacka kommun. Fragmentet finns vid Boo gård i Lännersta, där det påträffades 1955 i samband med en ombyggnad av en brunn.. Sedan 1982 är det placerat intill ett träd nära huvudbyggnaden på privat tomtmark. Fragmentet mäter 50×51 cm och materialet är granit. Det finns sprickor i det och 1978 vidtogs reparationsåtgärder.

## Translitterering
Inskriften lyder: ...r + ok + -...

## Översättning
Det enda hela ordet, ok, normaliseras ok, vilket motsvarar dagens "och". Det är vanligt på runstenar där en grupp människor rest sten efter en avliden person: "Gunnar och Björn reste stenen" etc.